# Cattleya guttata
Cattleya guttata é uma espécie de planta do gênero Cattleya e da família Orchidaceae. Cattleya guttata pertence ao subgênero Intermediae. Ocorre desde Santa Catarina até a Bahia, geralmente na planície costeira, mas penetra para o interior no Paraná, e leste de Minas Gerais. Pode ser separada da espécie mais similar, Cattleya tigrina, por ter flores com diâmetro bem menor (tipicamente 5-6cm), e istmo do labelo estreito 1-2 (3) mm, e floração em abril/maio (março).

## Taxonomia
A espécie foi descrita em 1831 por John Lindley.
Os seguintes sinônimos já foram catalogados:  
- Cattleya elatior  Lindl.
- Cattleya guttata caerulea  L.C.Menezes
- Cattleya guttata elatior  (Lindl.) Fowlie
- Cattleya guttata munda  Rchb.f.
- Cattleya guttata pernambucensis  Rodigas
- Cattleya guttata russelliana  Hook.
- Cattleya leopoldii pernambucensis  Brieger
- Cattleya sphenophora  C.Morren
- Epidendrum amethystoglossum  Rchb.f.
- Epidendrum elatius  (Lindl.) Rchb.f.

## Forma de vida
É uma espécie epífita, terrícola e herbácea.

## Descrição
| Caule                                                | Caule                                                                          |
| ---------------------------------------------------- | ------------------------------------------------------------------------------ |
| planta                                               | rizomatosa                                                                     |
| número de entrenós do rizoma                         | 2                                                                              |
| Folha                                                |                                                                                |
| número                                               | 2/3                                                                            |
| forma                                                | elíptico oblonga                                                               |
| Inflorescência                                       |                                                                                |
| inflorescência em pseudobulbo diferenciado sem folha | não                                                                            |
| bráctea espataceo                                    | simples                                                                        |
| número de flores                                     | 1/2/3/4/5/6/7/8/9/10/mais de 10                                                |
| Flor                                                 |                                                                                |
| cor das pétalas e sépalas                            | verde/verde amarelado/esverdeado/castanho/acastanhado/ocre/pintada de castanho |
| forma do labelo                                      | trilobado                                                                      |
| cor do lobo mediano do labelo                        | rosa claro/rosa escuro/com verruga purpúrea                                    |
| cor dos lobos laterais do labelo                     | branco                                                                         |

## Conservação
A espécie faz parte da Lista Vermelha das espécies ameaçadas do estado do Espírito Santo, no sudeste do Brasil. A lista foi publicada em 13 de junho de 2005 por intermédio do decreto estadual nº 1.499-R.

## Distribuição
A espécie é encontrada nos estados brasileiros de Bahia, Espírito Santo, Minas Gerais, Pernambuco, Paraná, Rio de Janeiro, Santa Catarina e São Paulo.
A espécie é encontrada no domínio fitogeográfico de Mata Atlântica, em regiões com vegetação de floresta ombrófila pluvial e restinga.